# S.S. Sambenedettese Calcio
SS Sambenedettese Srl là một câu lạc bộ bóng đá Ý, có trụ sở tại San Benedetto del Tronto, Marche.

## Lịch sử

Logo cũ của U.S Sambenedettese 1923

### Thành lập
Câu lạc bộ được thành lập vào năm 1923 với tên U.S Sambenedettese, đã có 21 mùa giải ở Serie B (lần cuối vào năm 1989) và 39 mùa ở Serie C / LegaPro. 

### Lần tái lập đầu tiên
Năm 1994, danh hiệu thể thao của Sambenedettese Sp A. được chuyển đến một công ty mới có tên AS Sambenedettese Calcio đảm nhận các khoản nợ của công ty trước đó.

### Lần tái lập thứ hai
Năm 2006, danh hiệu thể thao của SS Sambenedettese Calcio đã được chuyển sang một công ty mới cùng tên (P.IVA 01702690445).

### Lần tái lập thứ ba
Câu lạc bộ đã được thành lập lại vào năm 2009 với tên US Sambenedettese 1923 bởi công ty US Sambenedettese 2009 S.S.D. A.R.L.
Trong mùa giải 2012-13, đội đã chiến thắng bảng F của Serie D, nhưng nó không được thăng hạng lên Lega Pro Seconda Divisione vì nó đã bị loại trừ bởi quyết định của Hội đồng Liên bang về tài liệu không đầy đủ để nộp cho giải đấu. Công ty đằng sau câu lạc bộ cũng đổi tên thành US Sambenedettese 1923 Srl tại thời điểm đó.

### Lần tái lập thứ tư
Vào mùa hè 2013, đội đã được giới thiệu là ASD Sambenedettese Calcio  bởi doanh nhân Gianni Moneti khởi động lại từ Eccellenza.   Mùa 2013/2014 chứng kiến chiến thắng ở Eccellenza Marche và thăng hạng ở Serie D. Năm sau Manolo Bucci gia nhập công ty với Moneti. Công ty mới đặt mục tiêu giành được Serie D girone F, nhưng vào cuối mùa giải, Samb chỉ đứng thứ 3 và thua trận đầu tiên của trận play-off. Vào ngày 17 tháng 6 năm 2015 Bucci rời Sambenedettese và Moneti bắt đầu tìm một đối tác khác.

### Ngày nay
Ngày 4 tháng 8 năm 2015 Gianni Moneti, sau hai năm, đã bán công ty cho Franco Fedeli sau hai ngày nộp đơn đăng ký lại cho Lega Pro cho FIGC.
Năm 2016 Sambenedettese đã thăng hạng trở lại Lega Pro với tư cách là đội chiến thắng bảng F 2015-16 Serie D. Câu lạc bộ được biết đến với cái tên SSD Sambenedettese ARL tại thời điểm đó.
Vào đầu mùa 2016 201617, công ty đằng sau câu lạc bộ đã đổi tên thành SS Sambenedettese Srl (P.IVA 02177180441), nhưng tiếp thị như SS Sambenedettese Calcio.

## Màu sắc và huy hiệu
Màu sắc của đội là đỏ và xanh.

## Đối thủ
Sự cạnh tranh chính là với Ascoli. Họ ở cùng một tỉnh - Tỉnh Ascoli Piceno.